# Hradčany (Prag)
Hradčany (Ausspracheⓘ; deutsch: der Hradschin; Bedeutung auf Deutsch: Burgstadt oder Ort bei der Burg) ist eine Katastralgemeinde der tschechischen Hauptstadt Prag. Die westlich der Prager Burg gelegene Burgstadt war bis 1784 eine der vier Prager Städte.

## Name

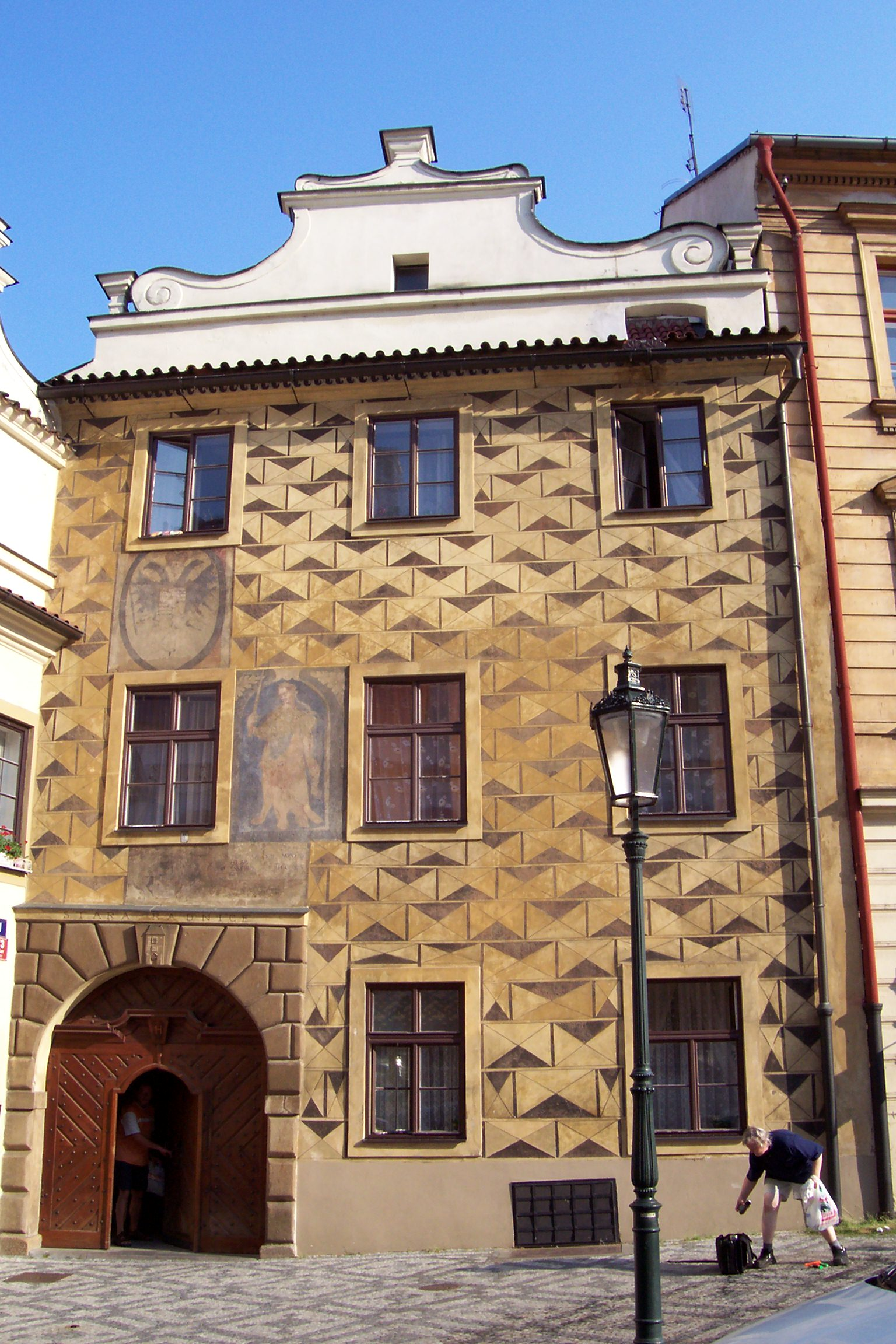
Das ehemalige Rathaus von Hradčany

Im Deutschen hat sich im Unterschied zum Tschechischen missverständlich eingebürgert, unter „Hradschin“ den Burgberg oder indirekt auch die Prager Burg zu verstehen. Matthäus Merian führt die originale Bedeutung an: „…auff der anderen Seiten ist aber ein Hügel oder Berglein, auf welchem das Städtlein Hradezan/Hraczinum, oder wie mans insgemein nennet, Hratschin liget, welches Theils auch die Obere Stadt Prag heissen, so ihrem Burgermeister und Rath, auch eigenses Stadt-Buch hat.“

## Geschichte

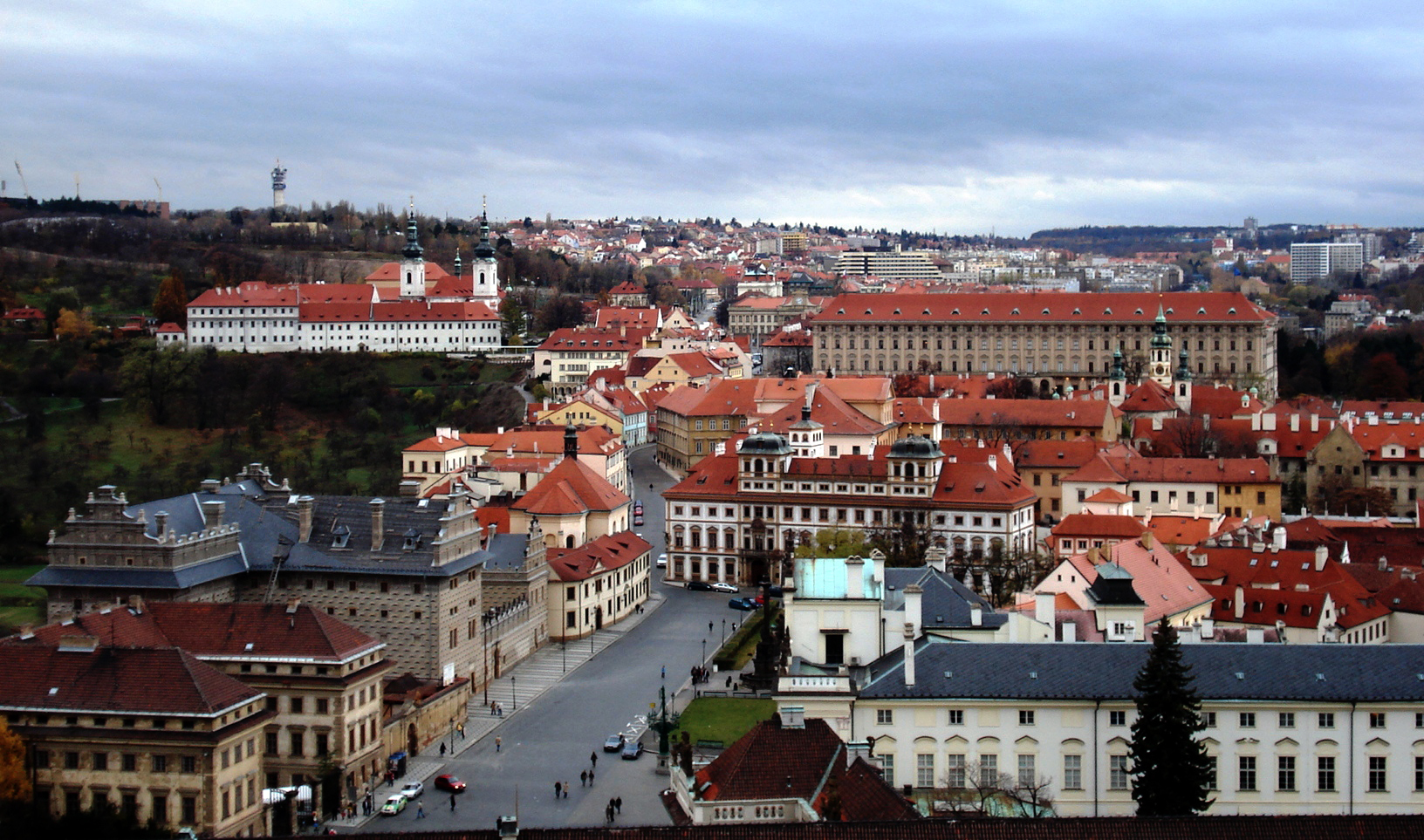
Hradčany vom Veitsdom aus

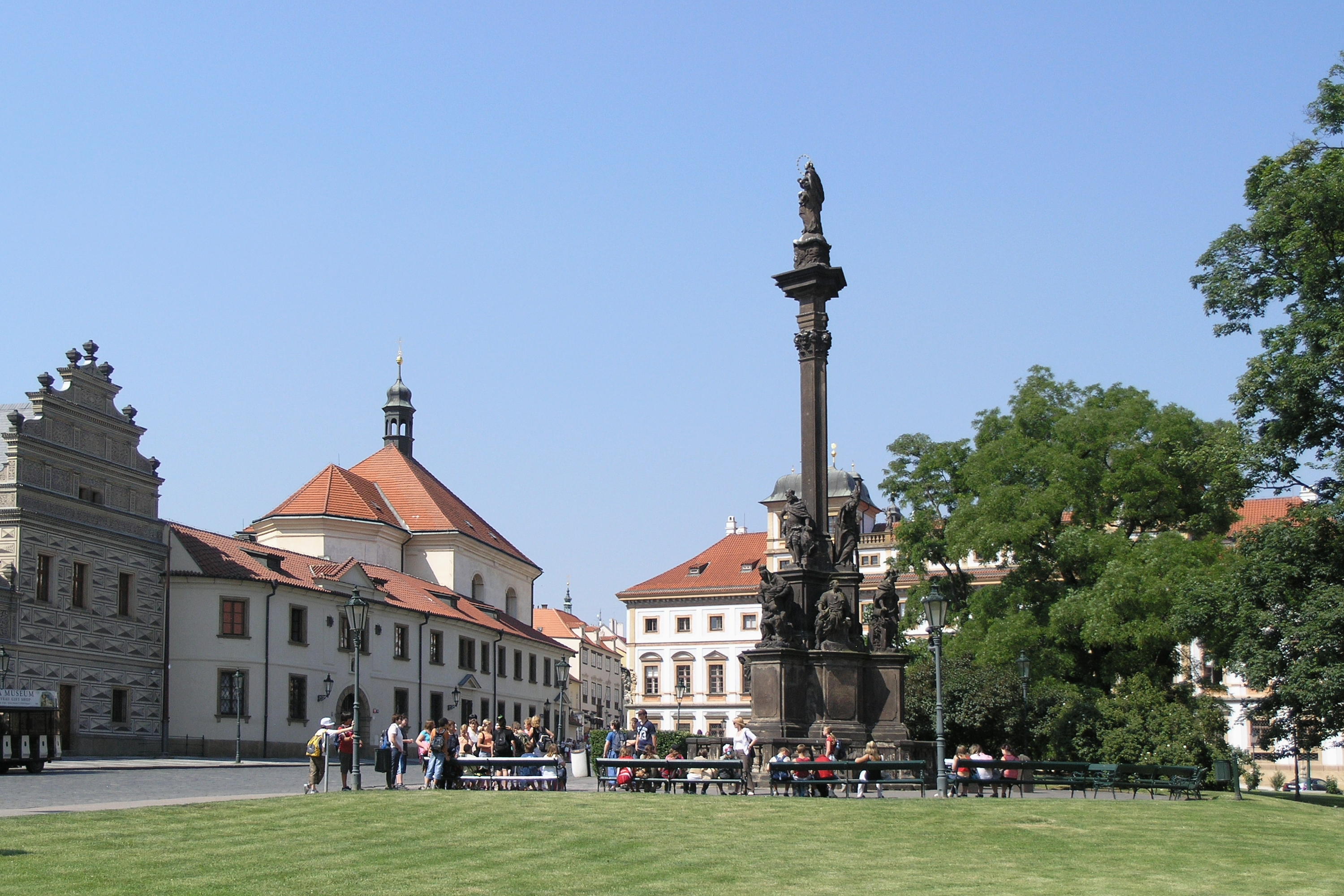
Hradschiner Platz mit Mariensäule

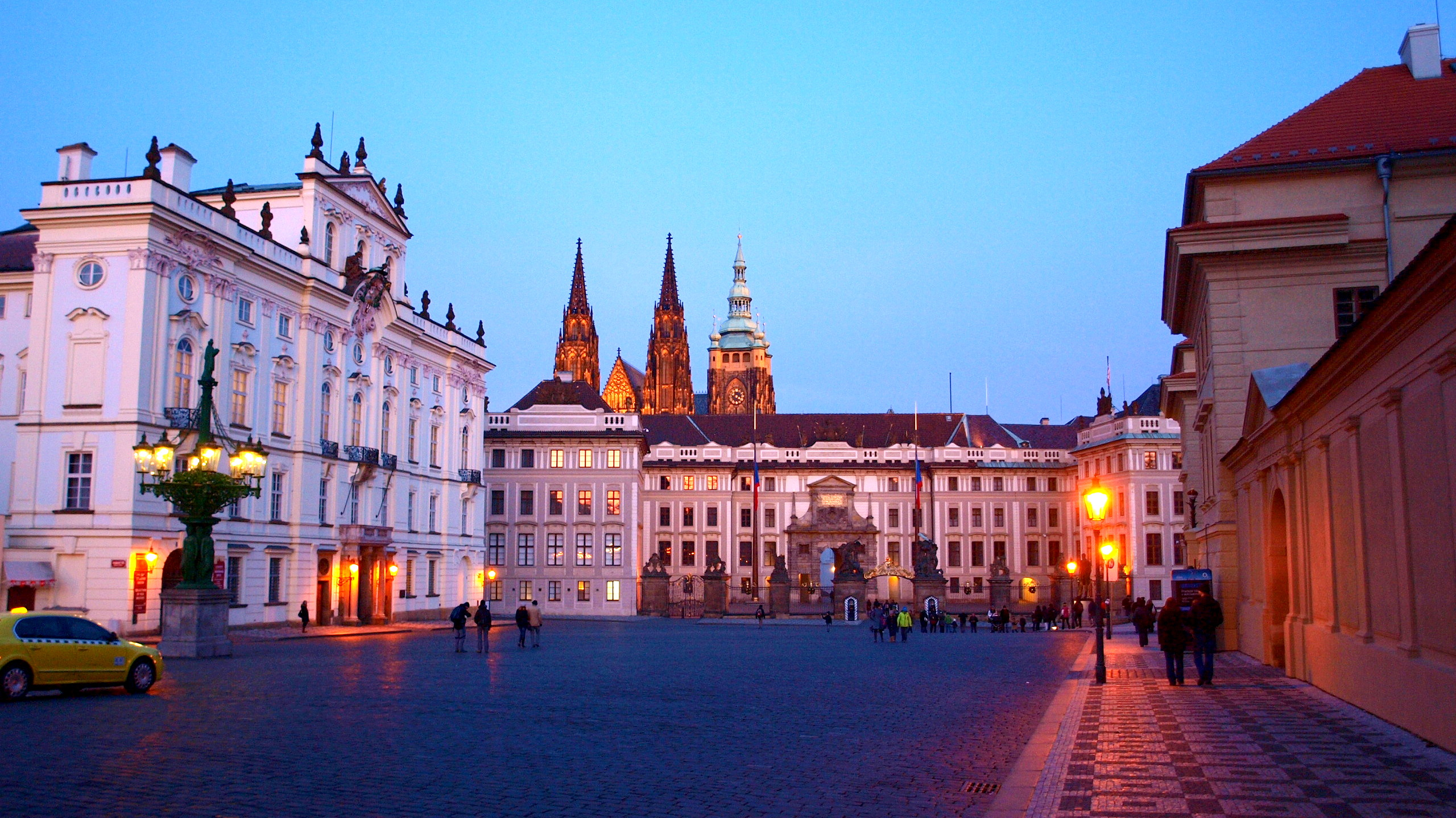
Erzbischöfliches Palais und Prager Burg

Der an die Burg angrenzende Stadtteil Hradčany wurde wahrscheinlich 1320 von dem Burggrafen Hynek Berka von Dubá als dritte Prager Stadt nach der Altstadt und der Kleinseite gegründet. Anders als die übrigen Prager Städte war sie jedoch keine freie Stadt, sondern unterstand den Burggrafen (bis 1598). Anfangs hatte die Ansiedlung nur den Raum um den Hradschiner Platz (Hradčanské náměstí) eingenommen. Unter Karl VI. wurde die Stadtanlage erweitert und in den gemeinsamen Mauerring mit der Kleinseite einbezogen.
Nach einem verheerenden Brand 1541 erlebte die Stadt eine völlige Umgestaltung durch den Bau von Palästen für den Klerus (Erzbischof und Domherren) und den Adel. Wichtige böhmische Adelsfamilien wie die Salms, Schwarzenbergs, Czernins, Sternbergs und Lobkowitz errichteten hier ihre prachtvollen Paläste. Nur die Anlage des Marktes beziehungsweise Platzes selbst blieb weitgehend unverändert. Der Hradschin wurde 1598 durch Rudolf II. zur königlichen Stadt erhoben.
Brandplatz (Pohořelec) war die Vorstadt der Stadt Hradčany. Sie wurde 1375 von dem Burggrafen Aleš z Malkovic gegründet. Ihren Namen erhielt sie von den zahlreichen Bränden, besonders den drei großen Feuersbrünsten 1420, 1541 und 1742. Ihr heutiges Erscheinungsbild wird überwiegend durch das Barock bestimmt.
Im 18. Jahrhundert wurde der Hradschin mit der Stadt Prag vereinigt. 1991 hatte der Ortsteil 2797 Einwohner. Im Jahr 2001 bestand er aus 212 Häusern, in denen 2313 Menschen lebten.

## Sehenswürdigkeiten

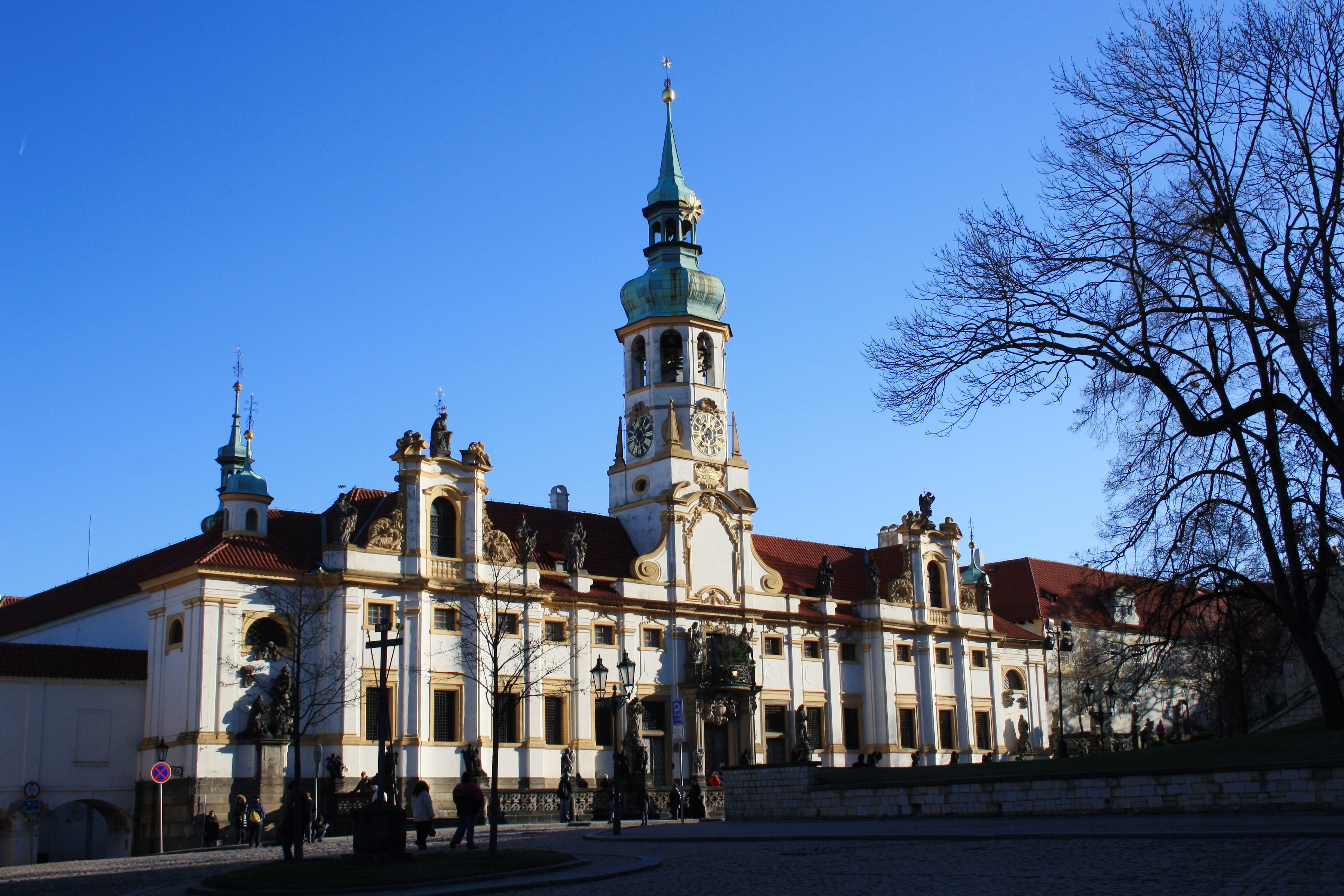
Das Prager Loreto

Rund um den Hradschiner Platz mit einer barocken Mariensäule und dem Denkmal für Tomáš Masaryk befinden sich der Haupteingang der Prager Burg, das Erzbischöfliche Palais, das Palais Schwarzenberg und eine Reihe weiterer Adelspalais. Unter der Burg befinden sich zahlreiche sehenswerte Gartenanlagen.
Der Loretoplatz (Loretánské náměstí) entstand zwischen 1703 und 1726, als die Adelsfamilie Černín, die bisher hier stehenden Häuser kaufte, abtragen und den Platz neu gestalten ließ. Leicht erhöht steht das mächtige Palais Černín, heute Sitz des tschechischen Außenministeriums, mit seiner 150 m langen Hauptfront. Gegenüber befindet sich das Prager Loreto. Den Abschluss des Platzes bildet das Kapuzinerkloster.
Unmittelbar westlich des Hradschin steht das Kloster Strahov, das jedoch nicht mehr zum Hradschin gezählt wird.